# Mixed Emotions
"Mixed Emotions" er en sang fra The Rolling Stones, og den fandtes første gang på deres album fra 1989 album Steel Wheels.
Den blev skrevet af Mick Jagger og Keith Richards, mens de holdt ferie på Barbados. "Mixed Emotions" blev indspillet i Montserrat fra marts gennem juni 1989. Sangen var en arbejdspræstation mellem Jagger og Richards. Richards medbragte sin egen musik til prøverne, med det meste af sangenes tekst. Resten udfyldte Jagger i studiet.  
Sangen er et ligefrem rocknummer, hvor Richards, Jagger og Ron Wood deler guitar pligterne. Klaver og orgel blev leveret af Chuck Leavell, The Stones keyboard spiller siden 1980erne. Koret kom fra Jagger, Richards, Sarah Dash, Lisa Fischer og Bernard Fowler, den senere faste vokalist for The Stones. Messingblæserne blev spillet af the Kick Horns, mens Luis Jardim spillede perkussion. Charlie Watts spillede trommer og Bill Wyman bas.
Udgivet som albummets første single i august, 1989, nåede "Mixed Emotions" ind på Top 10 i USA, som nummer 5. En musikvideo blev produceret til sangen, hvor man ser The Stones optræde og indspiller sangen. Sangens b-side var "Fancy Man Blues", et blues nummer.
Der var nogle rygter om, at dette var Jaggers svar til Richards solo sang "You Don't Move Me", angiveligt om Mick. Men Jagger hævder at det er om en kvinde, og ikke har noget at gøre med Richards.
Sangen findes på opsamlingsalbummene Jump Back og Forty Licks.